# Cașoca
Cașoca – wieś w Rumunii, w okręgu Buzău, w gminie Siriu. W 2011 roku liczyła 620 mieszkańców.